# Born on the Bayou
«Born on the Bayou» («Nacido en el Bayou») es la primera canción que pertenece al segundo álbum de estudio, de la banda de rock estadounidense, Creedence Clearwater Revival. Fue editado en 1969. Fue lanzado como el lado B del sencillo «Proud Mary», que alcanzó el número 2 en las listas de Billboard. Está considerada como su canción insignia. 
El compositor de la canción; John Fogerty, establece la canción en el Sur de los Estados Unidos; a pesar de no haber vivido ni ha viajado allí hasta ese entonces, al momento de componerla. Sobre este dato dijo:

"Born on the Bayou" era vagamente como "Porterville", acerca de una infancia mítica y un tiempo lleno de calor, el cuatro de Julio. Lo compuse en el pantano donde, por supuesto, nunca había vivido. Era tarde, cuando la estaba escribiendo. Yo estaba tratando de ser un escritor puro, sin guitarra en mano, visualizando y mirando a las paredes desnudas de mi apartamento. Apartamentos diminutos que tienen paredes desnudas maravillosas, especialmente cuando tu no puede permitirse el lujo de poner nada en ellos. "Persiguiendo una mala sombra". Hoodoo es una aparición mágica, mística , espiritual, no se define, como un fantasma o una sombra, no necesariamente mal, pero sin duda de otro mundo. Me estaba poniendo un poco de esa imaginería de Howlin' Wolf y Muddy Waters.
John Fogerty.

Tras Creedence; en 1976, John Fogerty editó un disco aun inédito llamado Hoodoo; cuyo título es un pasaje de Born to the Bayou. "Born on the Bayou " es un ejemplo de ' swamp rock, un género asociado con John Fogerty y artistas varios como Little Feat, Lowell George, The Band, Canned Heat, JJ Cale, The Doobie Brothers y Tony Joe White.
La introducción de la canción, Fogerty utiliza una Gibson ES -175 (que fue robado de su automóvil poco después de la grabación de esta canción). El acorde que inicia la canción, un E7, tiene una fuerte inspiración del blues sureño.  Para muchos, la interpretación vocal en esta pista representa un pináculo en el canto de John Fogerty, el rendimiento en su conjunto es considerado como uno de los mejores momentos de Creedence Clearwater Revival. 